# Kramarzyny
Kramarzyny (kaszub. Kramarzënë, niem. Kremerbruch) – wieś kaszubska w Polsce (w pobliżu północno-zachodniego krańca regionu Kaszub zwanego Gochami) położona w województwie pomorskim, w powiecie bytowskim, w gminie Tuchomie.
Miejscowość nad Strugą Kramarzyńską, przy drodze krajowej nr 20 Stargard – Szczecinek – Gdynia i na trasie nieistniejącej już linii kolejowej (Lębork-Bytów-Miastko). Posiada jednostkę Ochotniczej Straży Pożarnej.
Kramarzyny są obecnie najdalej na zachód wysuniętą miejscowością zwartego osadnictwa kaszubskiego.
Wieś stanowi sołectwo gminy Tuchomie.
W latach 1975–1998 miejscowość administracyjnie należała do województwa słupskiego.
| Identyfikator SIMC | Nazwa miejscowości | Rodzaj miejscowości |
| ------------------ | ------------------ | ------------------- |
| 1014004            | Chełmek            | część wsi           |
| 0751930            | Rozjazd            | część wsi           |

## Historia
Do powstania nazwy wsi przyczyniły się prawdopodobnie liczne wędrówki kramarzy po starym trakcie handlowym bytowsko-miastkowskim.
Wieś powstała na przełomie XVI i XVII wieku. Do 1637 roku wchodziła w skład domeny książąt zachodniopomorskich (słupskich). W XVIII wieku źródła historyczne odnotowują obecność w tej okolicy huty.
Parafia w Kramarzynach była wymieniona już w 1393 r.. Informacje o pierwszym kościele szachulcowym pochodzą z 1686 r. Obecny, neogotycki, murowany kościół z wieżą został wzniesiony w latach 1855–1857.
Prowadzi tu gospodarstwo rolne Ludwik Prądzyński – działacz „Solidarności” ze Stoczni Gdańskiej.
We wsi był przystanek kolejowy Kramarzyny.